# Le Chantier (roman, 1961)

Le Chantier (titre original en espagnol : El astillero est un roman de l'écrivain uruguayen Juan Carlos Onetti publié en 1961. C'est le second volet (après La Vie brève en 1950) d'un diptyque consacré à la ville fictive de Santa Maria. 

## Reconnaissance
- Le Chantier est considéré comme un des romans qui a marqué le Boom latino-américain lors du tournant du début des années 60, comme en témoigne personnellement en 1972, l'écrivain chilien José Donoso : « En à peine 6 ans, entre 1962 et 1968, j'ai lu La Mort d'Artemio Cruz (1962), La Ville et les Chiens (1962), La Maison verte (1966), Le Chantier (1961), Paradiso (1966), Marelle (1963), Héros et Tombes (1961), Cent ans de solitude (1967) et autres, par ailleurs récemment publiés. Tout d'un coup étaient apparue une douzaine de romans pour le moins notables, peuplant un espace auparavant désert. »[1]
- Sélectionné dans Les cent meilleurs romans en espagnol du XXe siècle par le journal El Mundo.

### Éditions
- Édition originale : El astillero, 1961.
- Éditions françaises : 
  - Le chantier, Stock, Paris, 1967, trad. Laure Guille-Bataillon.
  - Le chantier, Gallimard, Paris, 1984, trad. Laure Guille-Bataillon (nouv. éd. revue et corrigée,.